# Matilda De Angelis
Matilda De Angelis (Bolonia, 11 de septiembre de 1995) es una actriz y cantante italiana. Sus créditos incluyen las películas Veloz como el viento y El Premio, por las que ganó un David di Donatello y un Nastri d'Argento, la miniserie de televisión The Undoing y la serie La ley de Lidia Poët.

## Biografía
Empezó a tocar la guitarra y el violín a la edad de trece años. Acudió a clases en el liceo scientifico "Enrico Fermi" de Bolonia.
En 2011, De Angelis empezó a cantar en la banda Rumba de Bodas. La banda también grabó un álbum, Karnaval Fou, que vio la luz en 2014.
En 2015, fue elegida por el director Matteo Rovere, para el casting de su película Veloz como el viento (2016). Según De Angelis, Rovere «vio algunas de mis fotografías en Facebook y me quiso conocer porque buscaba protagonista para el papel principal en esta nueva película y no quiso contratar a una actriz profesional porque necesitaba un dialecto concreto de una región concreta de Italia (Emilia Romagna). Entonces, fui a la audición y me dijo: «tienes que hacerlo otra vez, pero con un guion» y tuve tres o cuatro audiciones después y conseguí el papel». En su función de debut, De Angelis estuvo nominada en 2017 al premio David di Donatello para Mejor actriz; también escribió y cantó la canción de la película, "Seventeen", la cual recibió un nombramiento para Mejor Canción Original en el mismo certamen. También recibió un Premio Flaiano y un Nastro d'argento para el Mejor Recién llegado.
En 2017, interpretó el personaje de Brittia en la comedia El Premio de Alessandro Gassmann. En 2018, también protagonizó el drama Youtopia, donde interpretó a una chica adolescente que vendía su virginidad en línea para salvar a su familia, consiguiendo mucho éxito también gracias a las escenas en las que se muestra en topless. En 2020, formó parte de la miniserie televisiva The Undoing de HBO (ganando un Anatomy Award por su escena de desnudo frontal) y protagonizó en la película original de Netflix La increíble historia de la Isla de las Rosas, dirigida por Sydney Sibilia.
En 2022 actuó en Robbing Mussolini y protagonizó junto a Liev Schreiber la adaptación cinematográfica de la novela homónima de Ernest Hemingway, Al otro lado del río y entre los árboles. Ese mismo año colaboró en el tercer sencillo «Litoranea» del álbum de estudio de Elisa Ritorno, Ritorno al futuro, siendo la primera canción de De Angelis certificada por FIMI.
En 2023 interpretó el papel principal en la serie italiana La ley de Lidia Poët, por la que recibió una nominación al premio Nastro d'argento como mejor actriz, y que ganó el premio a la Mejor serie policial. Entre 2023 y 2024 tuvo un papel principal en la serie de televisión de Amazon Prime Video, Citadel: Diana.